# .si
‎.si‏ دامنه اینترنتی اختصاص داده شده به کشور اسلوونی است. مدیریت این دامنه با آرنس (ARNES) (شبکه دانشگاهی و پژوهشی اسلوونی) است.